# Вананга
Вананга (маори wānanga) — вид государственных высших учебных заведений в Новой Зеландии, использующих в преподавании традиционные знания и элементы культуры маори — коренных жителей архипелага.
Акт об образовании 1989 года определяет их как заведения, близкие к университетской системе и характеризующиеся «преподавание и исследованиями, которые сохраняют, развивают и распространяют интеллектуальную независимость и помогают применению знания в сфере традиций маори согласно обычаям маори». Как и другие вузы, вананги могут выдавать бакалаврские, магистерские и докторские дипломы.
Вне контекста современной системы образования слово wānanga в языке маори означает традиционные знания и верования в целом. Другие значения этого слова — форум, дискуссия.

## Действующие вананги
На данный момент в стране работают три вананги, созданные на рубеже 1980-х и 1990-х годов. Все они расположены в небольших городах Северного острова.
- Те Вананга о Аотеароа в Те Авамуту
- Те Вананга о Раукава в Отаки
- Те Фаре Вананга о Авануиаранги в Факатане